# Sebastián Haro
Sebastián Haro (Dílar, Granada, 1 de septiembre de 1964) es actor de cine, televisión y teatro. 

## Trayectoria
Nació en Dílar, provincia de Granada, el 1 de septiembre de 1964. En diciembre de 1966 su familia se trasladó a la comarca de Vilches (Jaén), donde creció en un ambiente rural.  A los 14 años comenzó a estudiar electrónica en Úbeda, lugar donde también empezó a dar sus primeros pasos en los escenarios. En 1983, tras finalizar sus estudios, se trasladó a Sevilla para empezar a estudiar interpretación en el Instituto del Teatro, donde cursó hasta 1987. Desde entonces alterna su trabajo en teatro, cine y televisión, y es profesor de interpretación teatral y cinematográfica.
En 2012 creó el Laboratorio de Interpretación de Sevilla en el que se imparten cursos de interpretación teatral y cinematográfica. En 2021 fue nombrado director de la Escuela de Teatro de la Universidad Internacional de Andalucía (UNÍA) de Baeza (Jaén).

## Filmografía

### Películas
- 2025: Karate Murciano Héroes y Leyendas Del Astrapace
- 2022: Canallas[4]
- 2021: Karate Murciano 2
- 2020: La mancha negra[4]
- 2020: La lista de los deseos[5]
- 2019: Antes de la quema[4]
- 2019: Adiós[6]
- 2018: La primera cita[4]
- 2015: A cambio de nada[7]
- 2015: Maldita Venganza[8]
- 2014: La ignorancia de la sangre[1]
- 2014: Las ovejas no pierden el tren[9]
- 2013: ¿Quién mató a Bambi?[1]
- 2011: Un hombre solo[10]
- 2009: Tramontana[4]
- 2008: Tres días[10]
- 2008: 4.000 euros[4]
- 2008: Esperpentos[10]
- 2007: Siete mesas de billar francés[1]
- 2006: El laberinto del fauno[10]
- 2005: 15 días contigo[10]
- 2005: Obaba[1]
- 2004: Quince días contigo[4]
- 2003: Al sur de Granada[11]
- 2002: Poniente[1]

### Televisión
- 2023: La caza[1]
- 2021 2025 Pulso 2 serie de televisión
- 2021-22: Dos vidas[12]
- 2021: La fortuna[1]
- 2018: La peste[1]
- 2017: Servir y Proteger
- 2017: El Ministerio del Tiempo[1]
- 2016: La embajada[1]
- 2015: El Príncipe[1]
- 2014-15: El secreto de Puente Viejo[1]
- 2013: Ciudadano Villanueva[1]
- 2013: Gran Hotel[1]
- 2012: Mi gitana[1]
- 2012: La soledad del triunfo[1]
- 2010-11: Amar es para siempre[1]
- 2008: La Señora[13]
- 2008: Hospital Central[13]
- 2008: Martes de carnaval[1]
- 2008: Física o química[1]
- 2008: El comisario[1]
- 2007: R.I.S. Científica[1]
- 2005: Motivos personales[1]
- 2004: Paco y Veva[1]
- 2003: Cuéntame cómo pasó[13]
- 2001: Manos a la obra[13]
- 1993: Farmacia de guardia[13]

## Teatro
- 2016: La Otra Mano de Cervantes[1]
- 2016: Tomar Partido[14]
- 2010: Amar en Tiempos Revueltos[15]
- 2007: La Dama Duende[16]
- 1999: Cyrano de Bergerac[17]
- 1995: Moscú Cercanías[18]

## Premios y nominaciones
- 2019: Mejor actor por La primera cita. Festival Internacional de Cortometrajes y Cine Alternativo de Benalmádena (FICCAB).[19]
- 2019: Mejor actor de reparto por Segunda Oportunidad. Festival Internacional de Cine de Calzada de Calatrava.[20]
- 2019: Mejor actor por La primera cita. Festival Internacional de Cine Independiente de Linares.[19]
- 2019: Mejor actor por La primera cita. Festival International du Film Indépendant SMR13, Francia.[19]
- 2019: Mejor actor por La primera cita. Hispanic Culture Film Festival, Estados Unidos.[19]
- 2019: Nominado a mejor actor por La primera cita. Premios ASECAN del Cine Andaluz.[21]
- 2018: Premio homenaje. Festival Internacional de Cine de Alejandría para Países del Mediterráneo.[22]
- 2017: Premio Lorca Interpretación Masculina por La otra mano de Cervantes.[23]
- 2015-16: Nominado a mejor actor por La otra mano de Cervantes. Premios Escenarios de Sevilla.[24]
- 2015: Premio tributo. Festival de Cine Andaluz de Burguillos.[21]
- 2005: Mejor interpretación del cortometraje Avatar. XIII Festival de Cortometrajes de Ciudad Real.[13]
- 2005: Mejor actor por 15 días contigo. Premio Francisco Rabal.[21]